# Boophis reticulatus
Boophis reticulatus är en groddjursart som beskrevs av Rose M.A. Blommers-Schlösser 1979. Boophis reticulatus ingår i släktet Boophis och familjen Mantellidae. IUCN kategoriserar arten globalt som livskraftig. Inga underarter finns listade.